# Una columna de fuego
Una Columna de fuego es una novela de ficción histórica escrita por Ken Follett y publicada el 12 de septiembre de 2017. Este libro es la tercera parte de la serie de Kingsbridge Los Pilares de la Tierra. La primicia es la guerra de religiones que se vivió en Europa a partir de 1562, además de la disputa por el trono inglés entre Isabel Tudor y María Estuardo.

## Argumento
La historia arranca cuando el joven Ned Willard regresa a su hogar en Kingsbridge por Navidad. Corre el año 1558, un año que trastocará la vida de Ned y que cambiará Europa para siempre. Las antiguas piedras de la catedral de Kingsbridge contemplan una ciudad dividida por el odio religioso. Los principios elevados chocan con la amistad, la lealtad y el amor, y provocan derramamiento de sangre. Ned se encuentra de pronto en el bando contrario al de la muchacha con quien anhela casarse, Margery Fitzgerald. 
Cuando Isabel I llega al trono, toda Europa se vuelve en contra de Inglaterra. La joven monarca, astuta y decidida, organiza el primer servicio secreto del país para estar avisada ante cualquier indicio de intrigas homicidas, levantamientos o planes de invasión. En París, a la espera, se encuentra la seductora y obstinada María Estuardo, reina de los escoceses, en el seno de una familia con una ambición descomunal. Proclamada legítima reina de Inglaterra, María cuenta con sus propios partidarios, que conspiran para deshacerse de Isabel.
A lo largo de medio siglo turbulento, el amor entre Ned y Margery parece condenado al fracaso mientras el extremismo hace estallar la violencia desde Edimburgo a Ginebra. Isabel se aferra precariamente a su trono y a sus principios, protegida por un pequeño y entregado grupo de hábiles espías y agentes secretos valerosos, mientras que la familia de Guisa y María harán todo para derrocar a Isabel en una batalla campal que involucrará a todo el continente europeo.

## Personajes
- Ned Willard: es el protagonista de la historia, oriundo de Kingsbridge esta perdidamente enamorado de Margery Fitzgerald, sin embargo las rivalidades religiosas de sus familias impiden que concrete algo con la joven. Es uno de los principales espías y mano de derecha de la reina Isabel.
- Pierre Aumande: un ambicioso y malvado joven que ansia con todas sus fuerzas escalar en la pirámide social, específicamente pertenecer a la gran familia de Guisa. Su crueldad lo llevará a trabajar para los duques de la ambiciosa familia De Guisa haciendo todo lo que este a su alcance para ganarse un reconocimiento honorífico, sin importarle absolutamente nada.
- Sylvia Palot: una joven protestante que trabaja en el negocio junto a sus padres vendiendo y promulgando la religión contraria a la católica. Su temperamento y valentía la guiarán a un sinfín de riesgos en la lucha contra los ultracatólicos de Francia.
- Margery Fitzgerald: perteneciente a la aristocracia de Kingsbridge, esta joven es la menor de la familia Fitzgerald cuya consigna es mantener el estatus social que poseen. Margery está enamorada de Ned, pero la lucha de religiones impedirá el amorío de ambos sin antes luchar hasta el último minuto por no terminar en caminos separados.
- Rollo Fitzgerald: Rollo es el hermano mayor de Margery, es un joven obstinado y con ambiciones altas al igual que su padre. Hará todo lo que está a su alcance para que su familia no decaiga en la miseria y para que los católicos sean la religión imperante de Inglaterra.
- Barney Willard: es el hermano de Ned. Barney vive gran parte fuera de Inglaterra y alejado de su familia creando nuevas herramientas para el diario vivir y consiguiendo más riquezas que ayuden a su familia, sin embargo el amor es algo que le es esquivo provocando congoja en el joven.
- Alison McKay: es la dama de honor y mejor amiga de la reina María. Junto a Su Majestad, Alison se aferrara a la lucha para derrocar a Isabel y pertenecer en lo alto de la realeza francesa tramando estrategias junto a los espías y guiando a María por el camino correcto.
- Carlos Cruz: es un fundidor de hierro residente en España que trabaja para levantar su negocio independiente. Le dará techo a Barney cuando este llegue a tierras españolas y juntos vivirán peripecias producto del trabajo al cual ambos se dedican.
- María Estuardo: la joven María, reina de los escoceses, fue proclamada reina de Inglaterra, sin embargo su lugar fue ocupado por Isabel Tudor. Seductora y obstinada, María hará todo lo que está a su alcance para recuperar su corona con la ayuda de la ambiciosa familia de Guisa y así estar en la cúspide de Inglaterra.
- Isabel Tudor: es la reina de Inglaterra, de carácter fuerte, astuta y valerosa Isabel deberá aferrarse a su trono debido a las intrigas y conspiraciones que se ciernen sobre ella en toda Europa sobre todo por parte de María Estuardo reina proclamada de Inglaterra, cuyo trono fue arrebatado por la joven Isabel. Además creará el primer servicio secreto que la ayudará en la batalla por permanecer en el reinado inglés.
- Ebrima Dabo: es un esclavo mandinga que trabaja junto a Carlos Cruz. Su principal sueño es ser un hombre libre y cumplir sus propios sueños de forma independiente.
- Sir Reginald Fitzgerald: es el alcalde de Kingsbridge y el jefe de hogar de la familia Fitzgerald. Es codicioso y anhela posicionar a su familia en lo alto de Inglaterra, sin embargo los problemas económicos y la lucha contra los puritanos le pondrán trabas en su camino. Es el padre de Margery y Rollo.
- Swithin: es el conde de Shiring y aliado de Reginald, al igual que su amigo desea derrocar a los puritanos ysentar en el trono a María Estuardo.
- Carlos de Guisa: perteneciente a la poderosa familia de Guisa, el cardenal Carlos es el defensor de Pierre y su principal colaborador en temas de espionaje.
- Francisco de Guisa: conocido como el acuchillado, el duque Francisco es la cabeza principal de la familia de Guisa, es ambicioso al igual que sus familiares y planeara de todo para derrocar a Isabel del trono y colocar en su lugar a María Estuardo.
- Catalina de Médici: reina consorte de Francia, será una pieza fundamental en la lucha por mantener la paz en la guerra de religiones. Es de carácter afable, pero planea todo a la perfección para equilibrar la balanza a su favor y al de sus hijos. Es también llamada la reina madre.
- Bart: es el hijo de Swithin y prometido de Margery. Al igual que su padre desea mantener la religión católica como la imperante de Inglaterra, sin embargo es de más bajo perfil que el resto de los nobles ambiciosos.
- Alice Willard: es la madre de Ned y Barney, posee un carácter valeroso y es una de las comerciantes más ricas de Kingsbridge. Hará todo por mantener el legado de su familia en lo alto aunque no todo resultará como ella lo desee.
- Isabelle Palot: es la madre de Sylvia y pertenece al bando de la religión protestante. Al igual que su hija, Isabelle hará todo para profesar su religión y defenderse de los ataques de los católicos.
- Enrique de Guisa: es el hijo de Francisco y posteriormente el líder de la familia de Guisa. Conspira para derrocar a Isabel del trono británico y así liquidar a todos los enemigos de la familia de Guisa.
- Lady Jane: es la madre de Margery y Rollo. A comparación de su esposo, Jane se mantiene al margen de todas las acciones que su marido hace, sin embargo es una cómplice silenciosa de él al no oponerse a la ambición de rodea a los hombres de su familia.
- Odette: es una sirvienta de la familia de Guisa. Es obligada a casarse con Pierre transformándola en una abnegada e infeliz esposa y odia con todas sus fuerzas a su marido por el mal trato que le da a ella y a su hijo.
- Louisa de Nimes: es una acaudalada y protestante de Kingsbridge. A lo largo de la historia, esta seductora mujer, humillará a Pierre ganándose el odio de este. Lo que Louisa no sabe, es que el joven Aumande irá acumulando un odio y una sed de venganza que pondrán en peligro a la millonaria mujer.
- Dan Cobley: es uno de los puritanos de Kingsbridge y posterior comerciante exitoso y ambicioso. Desea arruinar a la familia Fitzgerald por ser los principales culpables de la muerte de su padre.
- Jeronima Ruiz: es una española que enamora con sus encantos a Barney Willard. Posteriormente se transforma en una espía que le da información valiosa a Ned sobre los planes que tienen los católicos para derrocar a Isabel.
- Nath: es la sirvienta del matrimonio Pierre - Odette. Se transforma en fiel aliada de esta última y también en una espía que vigila la información y datos de su amo (Pierre) para luego dársela a Ned.
- Sir William Cecil: es el consejero de la reina Isabel, es él quién contrata a Ned como un espía y ayudante de la reina.
- Sir William Walsingham: es el cabecilla de una red de espionaje que trabaja a favor de Isabel y lucha para derrotar a las fuerzas de María Estuardo.
- Gillaume de Ginebra: es un pastor itinerante que llega a la casa de la familia Palot para conseguir biblias. Se enamora de Sylvia.